# Strzelectwo na Letnich Igrzyskach Olimpijskich 2024 – karabin małokalibrowy, trzy postawy, 50 m (mężczyźni)
Karabin małokalibrowy, trzy postawy 50 m mężczyzn – konkurencja rozegrana 31 lipca i 1 sierpnia. Zawody odbyły się w Centre national de tir sportif w Châteauroux. Wystartowało 44 zawodników z 30 krajów.

## Terminarz
| Data       | Godzina |              |
| ---------- | ------- | ------------ |
| 31 lipca   | 9:00    | Kwalifikacje |
| 1 sierpnia | 9:30    | Finał        |

## Wyniki

### Kwalifikacje
| Miejsce | Zawodnik                    | Kraj              | Pozycja | Pozycja | Pozycja | Wynik   | Uwagi |
| Miejsce | Zawodnik                    | Kraj              | Klęcząc | Leżąc   | Stojąc  | Wynik   | Uwagi |
| ------- | --------------------------- | ----------------- | ------- | ------- | ------- | ------- | ----- |
| 1       | Liu Yukun                   | Chiny             | 199     | 197     | 198     | 594-38x | Q     |
| 2       | Jon-Hermann Hegg            | Norwegia          | 198     | 198     | 197     | 593-36x | Q     |
| 3       | Serhij Kulisz               | Ukraina           | 199     | 199     | 194     | 592-39x | Q     |
| 4       | Lucas Kryzs                 | Francja           | 199     | 199     | 194     | 592-35x | Q     |
| 5       | Lazar Kovačević             | Serbia            | 199     | 198     | 195     | 592-33x | Q     |
| 6       | Tomasz Bartnik              | Polska            | 195     | 199     | 197     | 591-40x | Q     |
| 7       | Swapnil Kusale              | Indie             | 198     | 197     | 195     | 590-38x | Q     |
| 8       | Jiří Přívratský             | Czechy            | 195     | 199     | 196     | 590-35x | Q     |
| 9       | Petr Nymburský              | Czechy            | 196     | 199     | 195     | 590-32x |       |
| 10      | Patrik Jány                 | Słowacja          | 194     | 199     | 196     | 589-34x |       |
| 11      | Aishwary Pratap Singh Tomar | Indie             | 197     | 199     | 193     | 589-33x |       |
| 12      | Marcus Madsen               | Szwecja           | 198     | 196     | 195     | 589-26x |       |
| 13      | Victor Lindgren             | Szwecja           | 197     | 194     | 198     | 589-25x |       |
| 14      | Edoardo Bonazzi             | Włochy            | 195     | 197     | 196     | 588-38x |       |
| 15      | Romain Aufrère              | Francja           | 194     | 197     | 197     | 588-34x |       |
| 16      | Du Linshu                   | Chiny             | 198     | 198     | 192     | 588-33x |       |
| 17      | Maximilian Ulbrich          | Niemcy            | 195     | 198     | 195     | 588-25x |       |
| 18      | Islam Satpayev              | Kazachstan        | 196     | 197     | 195     | 588-24x |       |
| 19      | Danilo Sollazzo             | Włochy            | 197     | 198     | 192     | 587-33x |       |
| 20      | Ivan Roe                    | Stany Zjednoczone | 198     | 197     | 192     | 587-32x |       |
| 21      | István Péni                 | Węgry             | 193     | 200     | 194     | 587-28x |       |
| 22      | Christoph Dürr              | Szwajcaria        | 196     | 200     | 190     | 586-32x |       |
| 23      | Ole Martin Halvorsen        | Norwegia          | 196     | 200     | 190     | 586-32x |       |
| 24      | Aleksi Leppa                | Finlandia         | 195     | 198     | 193     | 586-31x |       |
| 25      | Konstantin Malinovskiy      | Kazachstan        | 197     | 196     | 193     | 586-29x |       |
| 26      | Miran Maričić               | Chorwacja         | 194     | 198     | 193     | 585-31x |       |
| 27      | Jack Rossiter               | Australia         | 195     | 199     | 191     | 585-27x |       |
| 28      | Alexander Schmirl           | Austria           | 193     | 199     | 193     | 585-26x |       |
| 29      | Michael Bargeron            | Wielka Brytania   | 196     | 197     | 191     | 584-28x |       |
| 30      | Nyantaigiin Bayaraa         | Mongolia          | 194     | 197     | 193     | 584-26x |       |
| 31      | Petar Gorša                 | Chorwacja         | 195     | 197     | 191     | 583-32x |       |
| 32      | Zalán Pekler                | Węgry             | 194     | 195     | 193     | 582-32x |       |
| 33      | Naoya Okada                 | Japonia           | 195     | 196     | 191     | 582-26x |       |
| 34      | Dane Sampson                | Australia         | 193     | 197     | 191     | 581-27x |       |
| 35      | Andreas Thum                | Austria           | 191     | 198     | 191     | 580-24x |       |
| 36      | Carlos Quezada              | Meksyk            | 194     | 195     | 193     | 579-27x |       |
| 37      | Maciej Kowalewicz           | Polska            | 191     | 197     | 191     | 579-26x |       |
| 38      | Rylan Kissell               | Stany Zjednoczone | 196     | 192     | 191     | 579-25x |       |
| 39      | Thongphaphum Vongsukdee     | Tajlandia         | 194     | 193     | 191     | 578-25x |       |
| 40      | Israel Gutierrez            | Salwador          | 189     | 197     | 190     | 576-20x |       |
| 41      | Ibrahim Korayiem            | Egipt             | 194     | 196     | 186     | 576-17x |       |
| 42      | Tye Ikeda                   | Kanada            | 190     | 195     | 192     | 575-26x |       |
| 43      | Fathur Gustafian            | Indonezja         | 192     | 193     | 189     | 574-19x |       |
| 44      | Park Ha-jun                 | Korea Południowa  | 185     | 196     | 191     | 572-23x |       |

### Finał
| Pozycja | Zawodnik         | Kraj     | Serie   | Serie   | Serie   | Serie | Serie | Serie | Serie  | Serie  | Serie  | Serie  | Serie  | Serie  | Serie  | Wynik |
| Pozycja | Zawodnik         | Kraj     | Klęcząc | Klęcząc | Klęcząc | Leżąc | Leżąc | Leżąc | Stojąc | Stojąc | Stojąc | Stojąc | Stojąc | Stojąc | Stojąc | Wynik |
| Pozycja | Zawodnik         | Kraj     | 1       | 2       | 3       | 4     | 5     | 6     | 7      | 8      | 9      | 10     | 11     | 12     | 13     | Wynik |
| ------- | ---------------- | -------- | ------- | ------- | ------- | ----- | ----- | ----- | ------ | ------ | ------ | ------ | ------ | ------ | ------ | ----- |
| złoto   | Liu Yukun        | Chiny    | 51.3    | 102.9   | 154.0   | 206.9 | 259.2 | 311.5 | 362.8  | 412.5  | 422.9  | 432.6  | 442.8  | 453.7  | 463.6  | 463.6 |
| srebro  | Serhij Kulisz    | Ukraina  | 50.8    | 102.7   | 153.9   | 206.7 | 258.7 | 311.1 | 361.3  | 412.6  | 423.0  | 432.9  | 442.0  | 451.9  | 461.3  | 461.3 |
| brąz    | Swapnil Kusale   | Indie    | 50.8    | 101.7   | 153.3   | 206.0 | 258.2 | 310.1 | 361.2  | 411.6  | 422.1  | 431.5  | 441.4  | 451.4  | N/A    | 451.4 |
| 4       | Jiří Přívratský  | Czechy   | 51.3    | 101.5   | 153.5   | 206.4 | 259.2 | 311.0 | 359.7  | 409.5  | 419.9  | 430.4  | 440.7  | N/A    | N/A    | 440.7 |
| 5       | Jon-Hermann Hegg | Norwegia | 52.1    | 103.7   | 155.3   | 207.8 | 259.6 | 312.1 | 361.6  | 410.5  | 420.3  | 430.2  | N/A    | N/A    | N/A    | 430.2 |
| 6       | Lucas Kryzs      | Francja  | 52.3    | 102.1   | 153.7   | 205.6 | 257.5 | 308.8 | 358.5  | 409.0  | 418.9  | N/A    | N/A    | N/A    | N/A    | 418.9 |
| 7       | Tomasz Bartnik   | Polska   | 52.0    | 102.1   | 152.9   | 205.5 | 256.8 | 308.8 | 357.9  | 408.8  | N/A    | N/A    | N/A    | N/A    | N/A    | 408.8 |
| 8       | Lazar Kovačević  | Serbia   | 49.7    | 101.5   | 152.3   | 204.5 | 257.1 | 307.9 | 357.7  | 407.4  | N/A    | N/A    | N/A    | N/A    | N/A    | 407.4 |